# Melanderia curvipes
Melanderia curvipes är en tvåvingeart som först beskrevs av Van Duzee 1918.  Melanderia curvipes ingår i släktet Melanderia och familjen styltflugor.
Artens utbredningsområde är Kalifornien. Inga underarter finns listade i Catalogue of Life.